# Sanctuary (serial telewizyjny)
Sanktuarium (ang. Sanctuary) – kanadyjski serial telewizyjny science fiction, stworzony przez Damiana Kindlera. Serial został na początku udostępniany w Internecie jako seria webizodów. Ich sukces doprowadził do nakręcenia przez SciFi Universal dwóch 13-odcinkowych serii. 14 grudnia 2009 roku SciFi Universal potwierdziło realizację trzeciej serii składającej się z 20 odcinków. 18 stycznia 2011 roku stacja ogłosiła, że złożyła zamówienie na kolejną, czwartą serię. Składała się ona również z 13 odcinków. Ostatni odcinek wyemitowano 30 grudnia 2011. Serial w Polsce był emitowany na kanałach AXN, AXN SciFi, a od 14 listopada 2013 na polskim kanale Scifi Universal.

## Fabuła
Główną bohaterką serialu jest 157-letnia dr Helen Magnus (Amanda Tapping), która prowadzi tytułowe Sanktuarium - organizację naukową poszukującą i gromadzącą w swoich placówkach „niezwykłych” (istoty o nadnaturalnych cechach i zdolnościach, wykraczających daleko poza ramy nauki i logiki), dając im schronienie przed nieprzyjaznym światem, w którym dominują ludzie oraz izolując tych najniebezpieczniejszych. Pomaga jej w tym zespół złożony z jej córki Ashley, zwolnionego z FBI psychologa behawioralnego dr. Willa Zimmermana, dawnego wychowanka oraz specjalisty od techniki i komputerów Henry'ego Fossa. Obok głównych bohaterów spotykamy również wachlarz postaci znanych z folkloru jak i kart historii.
Kolejne odcinki oprócz podróży po odległych zakątkach ziemi w poszukiwaniu istot zagrożonych lub niebezpiecznych dla innych, walczą z członkami organizacji KABAL, chcącymi wykorzystać do swoich celów zdolności „niezwykłych”. Przez cały czas poznajemy także tajemnice i wydarzenia z przeszłości głównych bohaterów, które sprawiły, że spotkali się w tym niezwykłym miejscu.

## Obsada
- Amanda Tapping jako dr Helen Magnus – angielska lekarka i badaczka, która poświęciła swe życie poszukiwaniu i chronieniu niezwykłych istot i osób ze zdolnościami nadprzyrodzonymi. Prowadzi tytułowe Sanktuarium, gdzie niezwykli mogą znaleźć schronienie i opiekę, w czasie gdy ona sama poświęca się próbom lepszego zrozumienia tych istot.
- Robin Dunne jako dr Will Zimmerman – były psychiatra sądowy, który zostaje zrekrutowany przez dr Magnus do pomocy.
- Ryan Robbins jako Henry Foss (webisody, gościnnie seria 1, główny sezony 2-4) – technik komputerowy pracujący w Sanktuarium; likantrop.
- Christopher Heyerdahl jako Wielka Stopa – były pacjent dr Magnus, który nie chciał opuścić placówki po wyzdrowieniu; dr Magnus zaproponowała mu więc pracę w Sanctuarium w charakterze lokaja, szofera i ochroniarza. Heyerdahl gra również w serialu postać Johna Druitta.
- Agam Darshi jako Kate Freelander (główna rola sezony 2–3, gościnnie seria 4) – oszustka i naciągaczka powiązana z organizacją KABAL; posiada ogromną wiedzę o ich taktykach i planach. Po tym jak zostaje zdradzona przez członków KABAL, przyłącza się do drużyny dr Magnus.
- Emilie Ullerup jako Ashley Magnus (webisody, główna rola sezony 1–2) – córka dr Magnus i Johna Druitta. Specjalizuje się w polowaniu na potwory.